# Kościół św. Katarzyny Aleksandryjskiej w Bierutowie
Kościół świętej Katarzyny Aleksandryjskiej – rzymskokatolicki kościół pomocniczy należący do parafii św. Józefa Oblubieńca Najświętszej Maryi Panny w Bierutowie.

## Historia

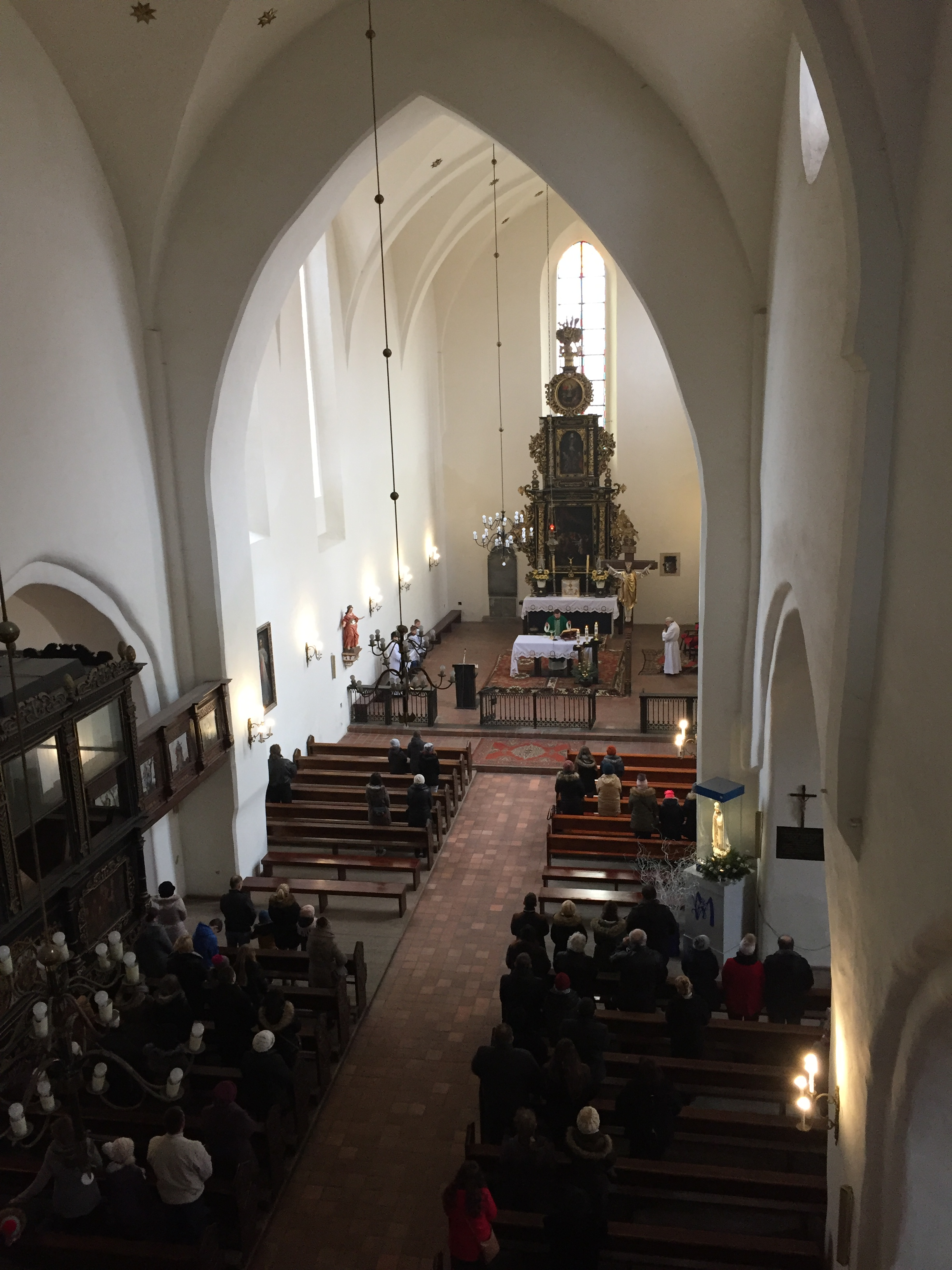
Nawa główna kościoła św. Katarzyny Aleksandryjskiej w Bierutowie – widok z drugiej kondygnacji chóru muzycznego

Jest to świątynia wybudowana w pierwszej połowie XIII wieku, lub wcześniej w stylu gotyckim. Już w 1300 roku pojawia się wzmianka o proboszczu Janie. W 1337 roku proboszcz Stefan Aleksandrowicz, kanonik krakowski kupił ołtarz do świątyni.
W 1603 roku wnętrze świątyni zostało zniszczone pożarem, jednak w następnych latach zostało odbudowane, w 1630 roku została wybudowana nowa krypta. W 1659 roku w pożarze Bierutowa ponownie zostało spalone wnętrze świątyni, zawaliła się część sklepień oraz wieża i ściana szczytowa dachu. Odbudowa rozpoczęła się w 1661 roku dzięki środkom finansowym od księcia Sylwiusza Nimroda wirtemberskiego. Dzięki jego wsparciu powstała znaczna część wyposażenia świątyni, została naprawiona Krypta Książęca w 1674 roku, w latach 1679–1680 została odbudowana zachodnia ściana szczytowa i wieża, natomiast w 1684 roku dach został przykryty dachówką. W 1686 roku zostały wybite okna nad nawami bocznymi, w 1687 roku została wykonana chrzcielnica, organy wykonane w 1688 – 1689 roku przez Andrzeja Teusnera z Quedlinburga, zostały zastąpione nowym instrumentem, wykonanym przez Wilhelma Schefflera w 1753 roku.
W 1765 roku następny pożar zniszczył górną część wieży i dzwony; po odbudowie wieża otrzymała dach mansardowy, natomiast w 1821 roku zostały wyremontowane organy. W 1934 roku firma SAUER z Frankfurtu nad Odrą wykonała nowe 44-głosowe organy o numerze opusowym 1498. Był to instrument koncertowy, składający się z czterech sekcji, każda po 11 głosów. Został wbudowany w istniejącą barokową szafę składającą się z instrumentu głównego i pozytywu zawieszonego w emporze chóru muzycznego. Był chlubą kościoła i całego Bierutowa, z którego Bierutowianie byli bardzo dumni. Niestety w tajemniczych okolicznościach został w 1949 roku zdemontowany i wywieziony do Inowrocławia, gdzie w niezbyt szczęśliwy sposób, nadając mu zupełnie inny wygląd zmontowano go w kościele św. Mikołaja.
Po 1945 roku świątynia została zdewastowana i ograbiona, została wywieziona duża część wyposażenia, razem z organami. Została zniszczona przybudówka znajdująca się między nawą południową a zakrystią, pełniąca funkcję magazynu.
W 1982 roku budowla została ponownie przejęta przez parafię rzymskokatolicką w Bierutowie, kiedy to 26 sierpnia miało miejsce pierwsze wejście do tego kościoła, a pierwszą mszą była pasterka odprawiona przez ks. Jana Gabora w tymże samym 1982 roku. Obecnie w dalszym ciągu trwają prace remontowe oraz odtwarzanie wyposażenia. Nowe organy o 8 głosach zostały wykonane w 1986 roku przez firmę Marcina Białkowskiego ze Świeradowa-Zdroju.

## Architektura i wyposażenie

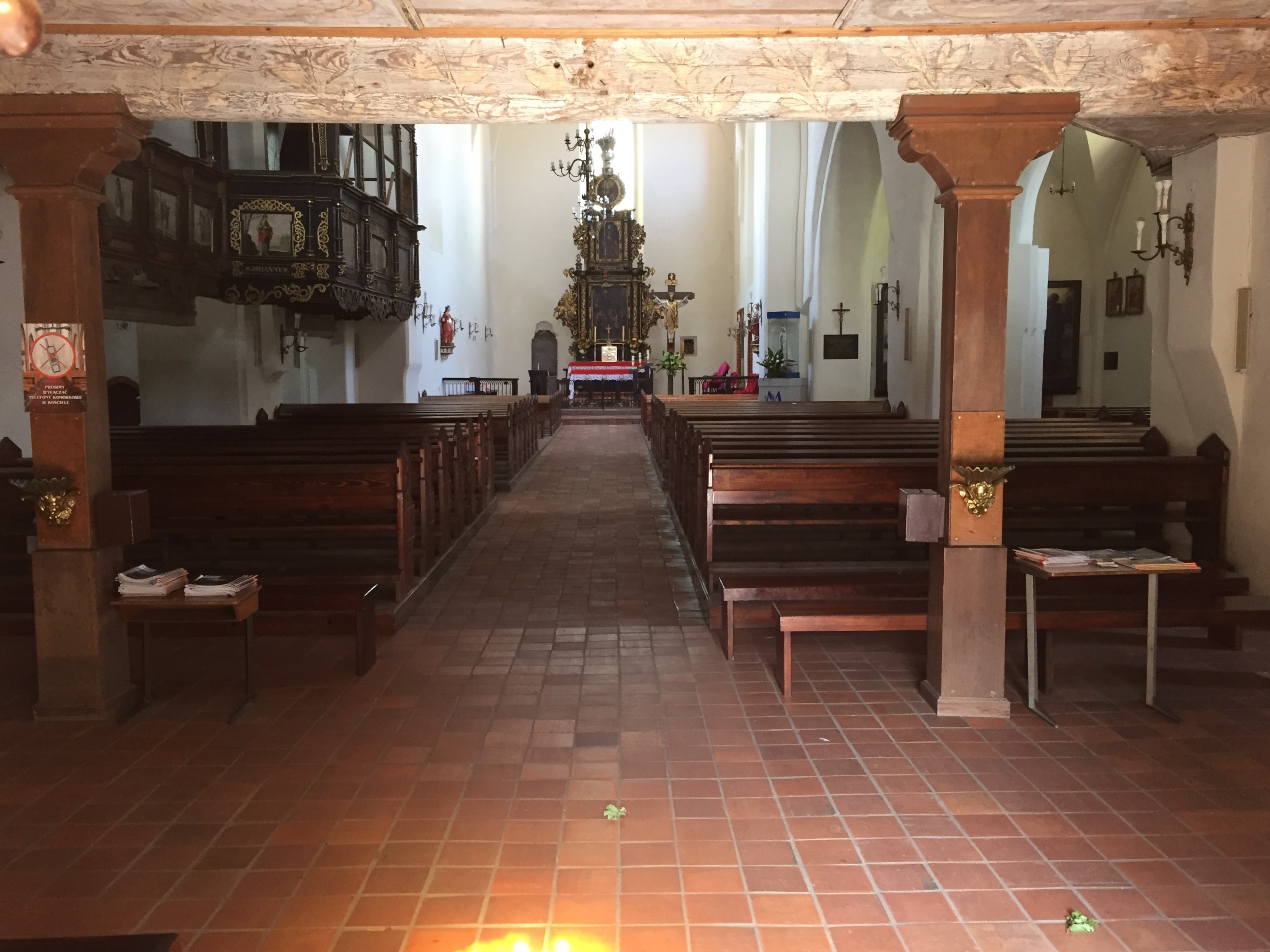
Wnętrze kościoła – widok w kierunku prezbiterium (z lewej strony widoczna loża kolatorska)

Jest to budowla orientowana, w stylu gotyckim, posiadająca barokowe wyposażenie, murowana, wzniesiona z cegły o układzie gotyckim, oszkarpowana, składająca się z trzynawowego, bazylikowego korpusu oraz węższego prostokątnego prezbiterium. W północno-zachodnim narożniku jest umieszczona kwadratowa wieża, w południowo-wschodniej części przy prezbiterium znajduje się zakrystia. Korpus jest nakryty sklepieniami kolebkowo – krzyżowymi i kolebkowymi z lunetami, o ostrołukowym przekroju. Pod prezbiterium Jest umieszczona krypta, jednak niedostępna, wzniesiona w XVI wieku. W zachodnim przęśle nawy głównej znajduje się chór muzyczny o dwóch kondygnacjach, w nawie północnej są umieszczone: loża książęca z 1679 roku i empora z 1689 roku, w stylu manierystycznym, wzniesione z drewna. Parapety są podzielone kolumnami i ozdobione snycerką, w płycinach z uszakami są umieszczone herby księcia Kristiana Ulryka wirtemberskiego i jego małżonki Anny Elżbiety von Anhalt – Bernburg oraz obrazy: „Hołd Trzech Króli”, „Ofiarowanie Jezusa”, „Chrystus Ukrzyżowany”, „Matka Boska” i „Zwiastowanie”. Na emporze są umieszczone obrazy 11 apostołów, dwunastego brak. Otwory wejściowe w zachodniej ścianie nawy głównej i w nawach bocznych są ozdobione ostrołukami, wejście z prezbiterium do zakrystii jest w formie portalu ostrołukowego profilowanego w XIV wieku. Okna są także ostrołukowe rozglifione w nawie głównej uskokowo, z kolei w ścianie południowej nawy głównej są umieszczone dwa okna owalne.

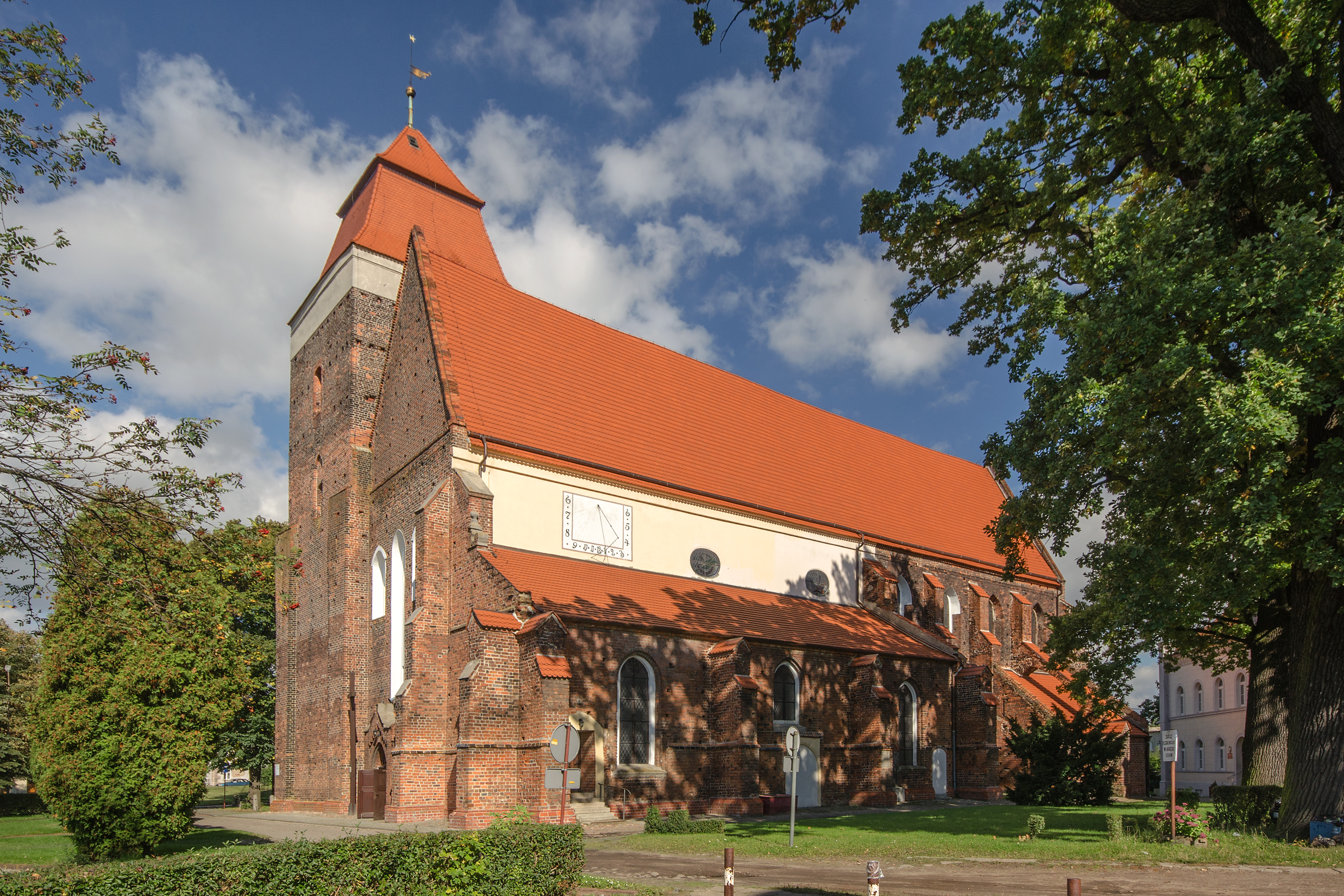
Kościół św. Katarzyny z widocznym na południowej ścianie zegarem słonecznym

Ołtarz główny, reprezentujący styl barokowy powstał w 1661 roku i został ufundowany przez księcia Sylwiusza Nimroda wirtemberskiego; posiada formę architektoniczną i dwie kondygnacje, w dolnej kondygnacji jest ozdobiony kolumnami oplecionymi winoroślą i uszakami z półfigurami aniołów. Obraz w ołtarzu głównym przedstawia Ostatnią Wieczerzę, w górnej kondygnacji przedstawia Ukrzyżowanie, a w zwieńczeniu tondo przedstawia Zmartwychwstanie. Przy ołtarzu jest umieszczone epitafium nadochmistrza dworu książęcego Rudolfa von Crausse. Do nowego wyposażenia należy tryptyk krakowskiego artysty Tadeusza Boruty, przedstawiający Matkę Boską Brzemienną, św. Maksymiliana Kolbe oraz św. Edytę Stein.

## Organy

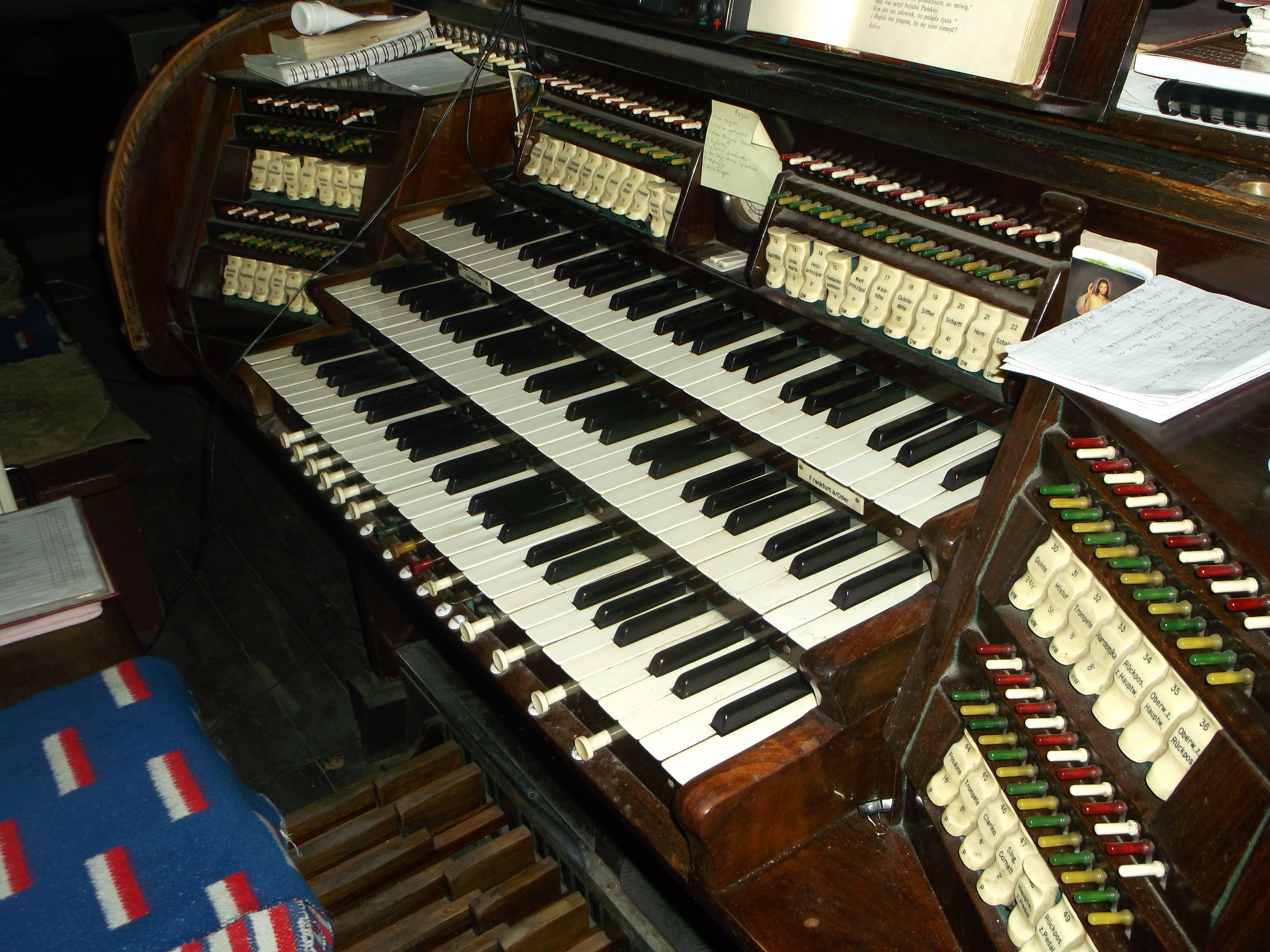
3-manuałowy kontuar organów wykonany w 1934 przez firmę Sauer z Frankfurtu nad Odrą znajdujący się (jako integralna część organów) do 1949 w kościele św. Katarzyny

Pierwsze historyczne wzmianki o organach w kościele św. Katarzyny w Bierutowie pochodzą z XVII w., lecz historycy przypuszczają, że świątynia posiadała instrument dużo wcześniej. Pierwsza znana informacja datowana jest na 1659. Organy o których w niej mowa spłonęły w pożarze kościoła w 1659. W 1689 nowy instrument wybudował organmistrz Andreas Teusner z Quedlinburga. Ich fundatorem był książę Christian Ulrich von Württemberg-Bernstadt, ponoszący koszty odbudowy świątyni, która była także kościołem zamkowym. Osiadła w 1745 w Bierutowie para książęca: Carl Christian Erdmann książę von Württemberg-Oels i Maria Sophia Wilhelmina hrabina zu Solms-Laubach postanowiła wznieść nowy instrument w nowej barokowej szafie z Glorią w osi szafy organowej, która jest charakterystyczna dla śląskich organów kościelnych. Na pamiątkę fundacji na zewnętrznych wieżach piszczałkowych umieszczono herby: na lewej Carla Christiana, a na prawej Marii Sophii. Instrument ten wykonał organmistrz Scheffler z Brzegu. W 1753 wzniósł organy składające się z Rückpositivu, który znalazł się w balustradzie empory organowej oraz manuału głównego (Hauptmanual) i pedału umieszczonych w szafie głównej. Był to instrument 25-głosowy. Służył wiernym przez ponad 100 lat. W 1879 część muzyczna instrumentu została przebudowana przez Gottlieba Andersa z Oleśnicy, i uzyskała brzmienie romantyczne. W 1934 firma Sauer z Frankfurtu nad Odrą w ramach Orgelbewegung wybudowała całkowicie nowy instrument, który podobnie jak ten z 1879 umieszczony został w dotychczasowej barokowej szafie z 1753. Liczyły one 44 głosów podzielonych na cztery sekcje: I manuał (Hauptwerk) – 11 głosów, II manuał (Rückpositiv)- 11 głosów, III manuał (Oberwerk w żaluzji) – 11 głosów oraz Pedał – 11 głosów. Zastosowano w nich elektro-pneumatyczną trakturę rejestracji i gry, która była bardzo nowatorskim przedsięwzięciem w ówczesnym czasie. Poświęcenia dokonano 25 grudnia 1934. Nowy instrument miał charakter koncertowy. Otrzymał opus 1498. Wraz z barokową szafą przetrwał w nienaruszonym stanie II wojnę światową, zachowując sprawność techniczną, co poświadczały osoby, które miały okazję go słuchać już po 1945, kiedy grywał na nim organista kościoła parafii rzymskokatolickiej św.Józefa. W lutym 1949 organy (część muzyczna z 1934 i barokowa szafa organowa z 1753) zostały zdemontowane i wywiezione do Inowrocławia przez Mariana Śliwińskiego. W październiku 1950 ukończony został ich montaż w kościele św. Mikołaja w Inowrocławiu. Wszystkie cztery sekcje zostały umieszczone w niearchitektonicznym prospekcie (piszczałki wolnostojące). Losy barokowej szafy organowej z 1753 nie są pewne po dziś dzień, w Bierutowie nie zachowały się żadne jej elementy, natomiast w archiwum parafii w Inowrocławiu jeszcze kilka lat temu znajdowało się wiele detalów snycerskich z tego zabytku. Kościół św. Katarzyny, pozbawiony instrumentu służył za magazyn do 1982, kiedy został przekazany parafii rzymskokatolickiej św.Józefa. W 1985 podjęto decyzję o budowie organów, a zadanie ich wzniesienia zlecono firmie organmistrza Marcina Białkowskiego ze Świeradowa-Zdroju. W celu obniżenia kosztów budowy zdecydowano o częściowym wykorzystaniu elementów używanych z innych instrumentów. Miech pozyskano z okolic Kutna, a szafę organową z Rybarzowic. Podobnie używany jest kontuar, który w założeniach miał pełnić funkcję tymczasową i być zastąpiony nowym po dalszej rozbudowie instrumentu. Część muzyczna, w tym wiatrownice, kondukty, piszczałki itp. wykonana została od podstaw przez Białkowskiego. Instrument został oficjalnie poświęcony w 1987r, jednak jego użytkowanie zapoczątkowano już wcześniej koncertem inauguracyjnym w wykonaniu Grzegorza Michalaka (późniejszego Burmistrza Bierutowa), który miał miejsce 25.11.1986 po mszy odpustowej patronki kościoła św.Katarzyny. W porównaniu do instrumentu przedwojennego jest bardzo mały – zaledwie 8-głosowy (6 głosów w manuale i 2 w pedale), o nieporównywalnie mniej imponującej szafie organowej, która w założeniach miała umożliwiać jego dalszą rozbudowę.

### Dyspozycja organów z lat 1934–1949
| Manuał I Hauptwerk          | Manuał II Rückpositiv | Manuał III Oberwerk (w żaluzji) | Pedał                 |
| --------------------------- | --------------------- | ------------------------------- | --------------------- |
| 1. Nachthorn 16'            | 1. Geigenprinzipal 8’ | 1. Quintaton 16'                | 1. Prinzipal 16'      |
| 2. Italienisch Prinzipal 8' | 2. Fernflöte 8'       | 2. Holzprinzipal 8'             | 2. Subbass 16'        |
| 3. Gemshorn 8’              | 3. Gedackt 8'         | 3. Spillflöte 8'                | 3. Oktavbass 8'       |
| 4. Rohrflöte 8'             | 4.Prestant 4'         | 4. Unda maris 8'                | 4. Bassflöte 8'       |
| 5. Harmonika 8’             | 5.Nachthorn 4'        | 5. Weit prinzipal 4'            | 5. Oktav 4'           |
| 6. Oktav 4'                 | 6. Weit oktav 2'      | 6. Gedacktpommer 4'             | 6. Flachflöte 2'      |
| 7. Spitzflöte 4'            | 7. Quint 1 1/3'       | 7. Waldflöte 2'                 | 7. Rauschquint 4 fach |
| 8. Quint 2 2/3'             | 8.Mixtur 4 fach       | 8. Sifflet 1'                   | 8. Posaune 16'        |
| 9. Englisch Prinzipal 2'    | 9. Rankett 16'        | 9. Scharff 4 fach               | 9. Trompete 8’        |
| 10. Mixtur 5 fach           | 10.Krummhorn 8'       | 10. Horn 8'                     | 10. Clarino 4’        |
| 11. Trompete 8'             | 11.Doppelkegeregal 4' | 11. Schalmey 4'                 | 11.Singend Cornett 2’ |

## Epitafia
Na zewnętrznym murze kościoła znajdują się epitafia:
- Epfraima Gottlieba Herrmanna (1721-1781) i Johanny Marii Herrmann (1718-1801)[5]
- z herbami Krystiana Wirtemberskiego (1652–1704) i jego żony  Anny von Anhalt-Bernburg (1647–1680)[6]